# 岐阜県道381号多治見八百津線
岐阜県道381号多治見八百津線（ぎふけんどう381ごう たじみやおつせん）は、岐阜県多治見市から可児市、可児郡御嵩町、可児市兼山を経由して同県加茂郡八百津町に至る一般県道である。

## 概要
多治見市住吉町の住吉町交差点を起点とする。住吉町交差点から住吉町5交差点までの区間は「陶都通り」に含まれている。御嵩町比衣の高倉口交差点から同町上恵土の上恵土交差点まで国道21号と重複する。御嵩町の途中から八百津町まではほぼ名鉄八百津線（現在は廃止）のルートに沿っており、現在は代替であるYAOバスがこの道路を通っている。

### 路線データ
- 起点：岐阜県多治見市住吉町4丁目（国道19号交点・住吉町交差点）
- 終点：岐阜県加茂郡八百津町八百津（国道418号交点）
- 延長：約20km

## 重複路線
- 岐阜県道83号多治見白川線（可児市・柿下交差点 - 久々利交差点）
- 岐阜県道84号土岐可児線（可児市・久々利交差点 - 二野・羽崎交差点）
- 国道21号（御嵩町・高倉口交差点 - 上恵土交差点）
- 岐阜県道83号多治見白川線（八百津町伊岐津志）
- 岐阜県道358号井尻八百津線（八百津町錦織 - 八百津町八百津）

## 通過する自治体
- 岐阜県
  - 多治見市
  - 可児市
  - 可児郡
    - 御嵩町

  - 可児市
  - 加茂郡
    - 八百津町

## 接続する道路
- 国道19号（多治見市・住吉町交差点）
- 中央自動車道（多治見市・立体交差）
- 岐阜県道385号河合多治見線（多治見市・虎渓山町7交差点）
- 岐阜県道83号多治見白川線（可児市・柿下交差点、久々利交差点）
この間 重複区間
- 岐阜県道84号土岐可児線（可児市・久々利交差点、二野・羽崎交差点）
- 岐阜県道341号御嵩可児線（可児市）
- 国道21号可児御嵩バイパス（可児市）
- 国道21号（御嵩町・高倉口交差点）
この間 重複区間
- 国道21号（御嵩町・上恵土交差点）
- 東海環状自動車道（可児市・立体交差）
- 岐阜県道351号御嵩川辺線（可児市）
- 旧岐阜県道365号和知兼山停車場線（可児市兼山・兼山橋南交差点）
- 岐阜県道83号多治見白川線（八百津町）（重複区間あり）
- 岐阜県道358号井尻八百津線（八百津町）（重複区間あり）

## 別名
- 犬山街道（愛知県犬山市、岐阜県可児市、御嵩町、八百津町）
- 陶都通り（岐阜県多治見市）

## 周辺
- 花フェスタ記念公園
- 名鉄広見線 明智駅
- 岐阜県立東濃実業高等学校
- 兼山ダム
- 木曽川